# Ступник
Ступник је општина у Загребачкој жупанији, Хрватска. До територијалне реорганизације у Хрватској налазила се у саставу Града Загреба. Седиште општине је у насељу Горњи Ступник.

## Становништво
На попису становништва 2011. године, општина Ступник је имала 3.735 становника, од чега у седишту општине, насељу Горњи Ступник 2.003.